# Neopetalia punctata
Neopetalia punctata – jedyny gatunek ważki z rodziny Neopetaliidae, blisko spokrewnionej z Austropetaliidae, które były wcześniej zaliczane do Neopetaliidae. Występuje w środkowym Chile i przyległym obszarze Argentyny. Duża, brązowa ważka z żółtym znakowaniem i dużymi, czerwonymi plamkami na skrzydłach. Od Austropetaliidae różni się cechami larw. Larwa Neopetalia punctata osiąga długość 35–38 mm. Przypomina larwy ważkowatych (Libellulidae), natomiast larwy Austropetaliidae mają budowę zbliżoną do żagnicowatych (Aeshnidae).